# الویس ووبن
الویس ووبن (انگلیسی: Aloys Wobben؛ زادهٔ ۲۲ ژانویهٔ ۱۹۵۲) کارآفرین و سرمایه‌دار اهل آلمان است، که مالک و بنیانگذار شرکت انرکون می‌باشد. وی برندهٔ جوایزی همچون نشان افتخار شایستگی جمهوری فدرال آلمان شده‌است.